# Rolf Häsler
Rolf Häsler (* 17. Juni 1962 in Interlaken) ist ein Schweizer Jazzmusiker (Tenor- und Sopransaxophon, Komposition).

## Leben und Wirken
Häsler begann im Alter von zehn Jahren Klarinette zu spielen, drei Jahre später kam das Saxophon dazu. Zunächst absolvierte er eine Lehre im Fotohandel. 1989 erhielt er nach einer Ausbildung bei Andy Scherrer an der Swiss Jazz School das Berufsschul-Diplom. In Workshops bei Dick Oatts, Jerry Bergonzi, Hannibal Marvin Peterson, Don Menza, Sal Nistico, Michael Brecker, Bob Mintzer, George Gruntz und Chris Hunter bildete er sich weiter.
Häsler bildete zunächst mit Stephan Urwyler, Johannes Schaedlich und Christian Scheuber das City West Quartet, mit dem er ab 1990 mehrere Alben meist bei Brambus veröffentlichte. Dann leitete er sein Rolf Häsler Quartet (Walking Three, Brambus 2003), dann auch ein Trio und ein Duo, in dem er einen Hard-Bop-orientierten swingenden Jazz spielt und neben der Schweiz in Deutschland, Frankreich, Russland, Kirgisien, Spanien, Österreich und den USA auftrat. Gemeinsam mit seinem Bruder, dem Trompeter Sandro Häsler, gründete er die Second Line Big Band. Mit Stewy von Wattenwyl betreibt er das Orgelquartett Org4. Weiterhin kam es zu Auftritten mit der Steamboat Rats Jazzband, The Funkeys, Be Funk Unit. Ferner arbeitete er als Solist in verschiedenen Schweizer Bands wie dem Swiss Jazz Orchestra, Martin Streule Jazz Orchestra, Sophisticated Lady, G Cool Band, In Mission of Tradition, Take Off Big Band, Philipp Fankhauser, Rhythm Kings, Uptown Big Band, Longstreet Jazzband, Swiss Bop Connection, Da Capo Al Dente, Saurer / Vatter Big Band, Extreme Trio. Zudem spielte er mit Musikern wie Joe Haider, Günther Kühlwein, Tim Hagans, Ron McClure, Margie Evans, Gene „Mighty Flea“ Conners, William Evans, Thomas Moeckel, Bruno Spoerri, Umberto Arlati, Thomas Dürst oder Lars Lindvall.
Ausserdem war Häsler als Lehrer für Saxophon und Klarinette an den Musikschulen Oberland Ost und Region Thun tätig und seit 1999 als Leiter des Jazzworkshop Interlaken sowie der Jazzband des Gymnasiums Interlaken.